# ГЕС Прада
ГЕС Прада (ісп. de Prada) — гідроелектростанція на північному заході Іспанії. Знаходячись вище від ГЕС Сантьяго-Харес, становить верхній ступінь в каскаді на річці  Ріо-Харес, яка впадає праворуч у Бібей (через Сіль належить до сточища найбільшої річки Галісії Мінью).
Для роботи станції річку перекрили бетонною контрфорсною греблею заввишки 85 метрів та завдовжки 280 метрів, на спорудження якої пішло 180 тис м3 бетону. Вона утримує водосховище із площею поверхні 5,8 км2 та об'ємом від 6 до 122 млн м3 (в залежності від рівня поверхні, який може коливатись між позначками 788 та 845 метрів НРМ). Накопичена вода подається по дериваційному тунелю на північ, де у 2 км від греблі біля впадіння в Ріо-Харес її правої притоки Ріо-Мао розташований машинний зал.
Основне обладнання станції становлять дві турбіни типу Френсіс потужністю по 33,2 МВт, які при напорі від 263 до 320 метрів забезпечують виробництво 156 млн кВт-год електроенергії на рік. 
Зв’язок з енергосистемою відбувається по ЛЕП, що працює під напругою 220 кВ.